# 龙州镇 (行唐县)
龙州镇，是中华人民共和国河北省石家庄市行唐县下辖的一个乡镇级行政单位。

## 行政区划
龙州镇下辖以下地区：
东街社区、西街社区、南街社区、北街社区、顺城街社区、西关社区、南关社区、北关社区、庄头村、马凹村、花园头村、韩家庄村、坟台村、柴家庄村、西羊同村、南羊同村、北羊同村、高七里峰村、李七里峰村、赵七里峰村、刘七里峰村、王七里峰村、程段庄村、石段庄村、杨段庄村、故庄村、齐村、南贾素村、东庄村、西庄村、解家庄村、六十二庄村和贾木村。